# Sporting Goods
Sporting Goods è un film muto del 1928 diretto da Malcolm St. Clair. Prodotto dalla Paramount Famous Lasky Corporation, aveva come interpreti Richard Dix, Gertrude Olmstead, Ford Sterling, Myrtle Stedman, Philip Strange, Wade Boteler.

## Trama
Richard Shelby, povero commesso viaggiatore, viene scambiato per un equivoco dall'elegante socialite Alice Elliott per un milionario, tale Timothy Stanfield. Richard, che si è innamorato della ragazza, non vuole deluderla e non chiarisce il malinteso volendo mantenerla in quella illusione. Così, si lascia sistemare come Timothy Stanfield in un lussuoso albergo californiano mentre, nel frattempo, pensa a come fare per arricchirsi velocemente. Venditore e rappresentante di articoli sportivi per il gioco del golf, gli viene l'idea di indurre Jordan, manager di un grande magazzino e appassionato golfista, a indossare una delle sue tute in elasto-tweed sul campo da gioco, nella speranza che Jordan gli comperi poi uno stock di tute per i suoi negozi. Quando però sul campo comincia a piovere a dirotto, la tuta si sforma, allungandosi. E Jordan, indispettito, annulla l'ordine piantando Richard che ora deve vedersela con il conto esorbitante dell'albergo. Verrà sorpreso mentre tenta di squagliarsela di nascosto con indosso uno dei completi di Stanfield. Intanto Jordan è ritornato indietro: vuole raddoppiare il suo ordine per le tute essendo venuto a sapere che sono di gran moda all'Est. Stanfield, proprietario della società che produce le tute, promuove Richard a direttore delle vendite. Il giovane, adesso, avrà finalmente il denaro che gli serve per sposare Alice.

## Produzione
Il film, che all'inizio aveva come titolo quello di The Traveling Salesman, fu prodotto dalla Paramount Famous Lasky Corporation.

## Distribuzione
Il copyright del film, richiesto dalla Paramount Famous Lasky Corp., fu registrato l'11 febbraio 1928 con il numero LP24989.

Distribuito dalla Paramount Pictures, il film uscì nelle sale statunitensi l'11 febbraio 1928.
In Danimarca, fu distribuito l'11 giugno 1928 con il titolo En fattig Millionær.
Non si conoscono copie ancora esistenti della pellicola che viene considerata presumibilmente perduta.